# Старе Надратово
Старе Надратово (пол. Stare Nadratowo) — село в Польщі, у гміні Журомін Журомінського повіту Мазовецького воєводства.
Населення — 27 осіб (2011).
У 1975-1998 роках село належало до Цехановського воєводства.

## Демографія
Демографічна структура станом на 31 березня 2011 року:
|          | Загалом | Допрацездатний вік | Працездатний вік | Постпрацездатний вік |
| -------- | ------- | ------------------ | ---------------- | -------------------- |
| Чоловіки | 13      | 0                  | 10               | 3                    |
| Жінки    | 14      | 1                  | 5                | 8                    |
| Разом    | 27      | 1                  | 15               | 11                   |